# Victor Thomas
Vous pouvez aider à l'améliorer ou bien discuter des problèmes sur sa page de discussion.
- Il ne cite pas suffisamment ses sources. Vous pouvez indiquer les passages à sourcer avec {{référence nécessaire}} ou {{Référence souhaitée}}, et inclure les références utiles en les liant aux notes de bas de page. (Marqué depuis décembre 2019)
- Son texte doit être wikifié : il ne correspond pas à la mise en forme Wikipédia (style, typographie, liens internes, liens entre les wikis, etc.). (Marqué depuis décembre 2019)
- Il n’est pas rédigé dans un style encyclopédique. (Marqué depuis décembre 2019)

- Archive Wikiwix
- Bing
- Cairn
- DuckDuckGo
- E. Universalis
- Gallica
- Google
- G. Books
- G. News
- G. Scholar
- Persée
- Qwant
- (zh) Baidu
- (ru) Yandex
- (wd) trouver des œuvres sur Wikidata

Victor Célestin Thomas, alias Thomas (ou Victor-Thomas) Chesnais et Théophile (ou Théodore ou Thomas) Gringoire (né le 25 mai 1868 à Combourg et mort le 31 août 1916 à Lewisham), est un entrepreneur, poète, directeur de revues et journaliste d'art et gastronomique.

## Biographie

### Jeunesse et débuts poétiques en Bretagne
Fils de Victor Jean François Thomas (1832-1885), maire de Combourg et entrepreneur combourgeois propriétaire d'une briqueterie, et d'Amélie Duval (1833-1898).
Il se marie le 25 août 1890 à Sévignac avec Florence Louise Lucas, dont il a une fille unique : Florence Marie Thomas (1891-1977). Dès sa jeunesse, il  écrit des vers et des nouvelles, mais c'est à l'âge de 16 ans, en 1884, qu'il publie son premier poème L'Enfance à Toulouse avec succès.
Il remporte ensuite plusieurs récompenses dans différents concours, dont son ode Le Songe du Dante, premier prix avec palme d'argent au grand concours annuel de la Revue de la littérature moderne. Cependant, avec le décès de son père en 1885, il se retrouve à la tête de la briqueterie familiale. Mais plus porté sur la poésie que sur les affaires, il écrit une pièce de théâtre, Le Trouvère, dont la première a lieu le 7 juillet 1889 dans les halles de Combourg, et Louis Tiercelin en fait une critique fort positive dans le Glaneur breton. Il rejoint le Parnasse breton et ses poèmes sont publiés régulièrement dans les revues L'Hermine et Pour fuir.
Il publie ensuite un recueil, Par la lande, dont Louis Tiercelin signe la préface. Dans L'Année des poètes de 1891, Olivier de Gourcuff écrit : « Je connais des livres plus savants ; je n'en connais pas de plus charmants que celui de M. Victor Thomas... M. Thomas a pour parrain le grand ancêtre à tous nos écrivains, Chateaubriand : il habite Combourg, et promène souvent sa rêverie dans les bois qui ont bercé l'enfance de René... La ballade, le rondel, la sextine, la villanelle, se sont courbées, dociles, sous sa main déjà experte. Il a forgé de beaux sonnets, et s'est essayé aux rythmes les plus divers. »
Dans La fin de siècle du 31 octobre 1891, René Emery écrit : « Un poète breton, M. Victor Thomas, chante avec la mélancolique sincérité de Brizeux la terre de Granit, semée de fleurs d'or. Ce n'est pas un parnassien, pas plus qu'un symboliste, mais un doux poète qui aime la lande, en comprend les sauvages mystères. Ses vers sont simples, d'une artistique simplicité : ils évoquent, avec leur tendre mélodie, toute la poésie de la vieille Armorique, demeurée sauvage, qui cache à l'étranger, jalousement, ses légendes naïves, son âmes farouche. Par la Lande, un des rares recueils qui nous viennent de province, avec un cachet si pittoresque, si sincère ».
Le Dolois François Duine, dans son livre Souvenirs et observations, dira de ce recueil : « Rester auprès de Chateaubriand a porté bonheur à M. Victor Thomas. Son délicieux volume de vers prouve la vérité de cette fine comparaison de saint François de Salle " le chant des rossignols apprentifs est plus harmonieux incomparablement que celuy des chardonnerets les mieux appris" Et bientôt, nous en sommes persuadé, M. Victor Thomas deviendra sans peine un maître rossignol dans son art ».
En réponse aux propos de l'abbé Duine, Victor Thomas lui envoie ce poème :
Ce livre, hélas ! je dois le dire,
Est si frivole, en vérité !
Qu'il n'a certes pas mérité
Que quelqu'un s'arrête à le lire
J'aurai bien dû briser ma lyre,
Et ce désir-là m'a hanté ;
Mais, sitôt que je l'ai tenté,
J'ai vu la Muse me sourire.
Puis un bon jour mes pauvres vers
Dont plus d'un marche de travers
Se sont éloignés au plus vite...
Je ne me repens qu'à moitié :
Mon petit livre a son mérite,
Puisqu'il me vaut votre amitié.
Il fait également éditer des œuvres uniques en petits volumes tels Muse bretonne, Robinsonnet et Aux Bretons de Paris.
Contraint de se séparer de la briqueterie familiale en cessation de paiement, il en ouvre une autre qui ne dure guère plus longtemps puisqu'il fait faillite le 28 décembre 1895.

### Poète breton à Montmartre
Il décide de réaliser son rêve et s'installe à Paris, où il se produit, sous le pseudonyme de Thomas Chesnais, à Montmartre au Chat noir de Rodolphe Salis, où sa première apparition le 10 mars est un vrai succès. Il joue également au Carillon de Georges Tiercy et à l'Âne rouge de Gabriel Salis. C'est en ce dernier lieu qu'il se fait arrêter le 2 avril 1896 par un sergent pour la banqueroute de sa briqueterie de Landernau. Après sa sortie à la suite d'un non-lieu, il est interviewé en première page du journal de Clemenceau La Justice où il raconte son histoire :

« Thomas Chesnais, Un poète incarcéré - L'odyssée d'un chantre de la Bretagne - Martyr de l'instruction secrète. Un élève ignoré de M. Bertillon
Nous quittons à l'instant un homme qui pourra donner d'intéressants renseignements aux doctes membres d'un prochain Congrès pénitentiaire. Il est vrai que ces messieurs, disciples de Pangloss pour la plupart, redoutent par dessus tout les empêcheurs de « congresser en rond », les gêneurs du genre de ce pauvre Thomas Chesnais, qui a la naïveté, après les pires tortures, de vouloir réclamer justice à notre excellent garde des sceaux. Ce qu'il nous a raconté est tel que, n'était le ton d'absolue sincérité de son récit, on serait en droit de se demander si vraiment de pareils faits ont pu se produire dans un pays comme le nôtre, qui s'enorgueillit si bruyamment de sa haute civilisation. Car il s'agit d'un homme Incarcéré durant cinq mois, mis au secret durant ces cinq mois, et ces mois durant affamé, torturé de mille façons, pour être, ensuite, remis en liberté après prononcé d'une ordonnance de non-lieu ! Tout à fait asiatiques, nos jolies mœurs occidentales ! C'est d'ailleurs Thomas Chesnais lui-même qui va nous narrer sa lamentable odyssée.

Un grand garçon au visage habillé d'une barbe brune très fournie. L’œil est sympathique et il émane une grande douceur, pleine d'Intellectualité. Les cheveux longs sont d'un bon bohème. Une âme enfantine dans un corps de vingt-sept ans.
- Je suis poète, nous dit-il. J'ai publié un volume : Pour la Lande. C'est la Bretagne qui fait le sujet de mes poésies. Je les disais un peu partout, dans les cabarets littéraires de Montmartre. C'était là mon gagne-pain. Un gagne-pain passablement aléatoire, certes, mais je préfère souffrir en la compagnie des vers, que prospérer en celle de la bourgeoisie étroite dont ma famille m'eût voulu ménager l'accès. Car je suis de famille bourgeoise, et les miens ne me pardonnent point de ne pas partager leurs Idées.
- A quoi vous destinaient-ils ?
- A l'instruction. J'en ai d'ailleurs tâté et tous mes malheurs viennent de là. Je me mariai à vingt-trois ans. Mes parents me mirent en mesure de choisir un état. J'entrepris l'exploitation d'une briqueterie. Un banquier juif, sous prétexte de m'aider, puis d'étendre mes opérations, m'expropria très habilement, m'allégeant par surcroît d'une centaine de mille francs. J'eusse dû, après cela, renoncer à une carrière dans laquelle je n'étais d'ailleurs entré qu'à contre cœur. Je n'en fis rien, et par égard pour les miens, je tentai une nouvelle affaire. J'ouvris une briqueterie en Bretagne. Je ne réussis pas mieux. Cette fois, la faillite vint frapper à ma porte. C'était en décembre de l'an dernier.
- N'est-ce pas alors que le Carillon, l’Âne-Rouge et autres Chat-Noir apprécièrent vos mélancoliques poésies bretonnes ?
- En effet, car après ce second échec, je gagnais, bien léger de bagages, le Paris de mes rêves, où de briquetier je devins une façon de troubadour. C'est ici que commence ma pénible histoire. »
- Vous fûtes arrêté...
- Oui, arrêté à l’Âne Rouge même, où je disais mes vers tous les soirs. Étant failli, j'étais passible d'emprisonnement pour avoir négligé de tenir des livres réguliers. Ma faillite, de ce chef, se voyait qualifiée de banqueroute. Mais pouvais-je soupçonner qu'un malheureux poète, ruiné par ses spéculations d'industriel, plus rêveur que pratique, devait se révéler comptable pour établir mon honnêteté? J'étais bien tranquille à Paris, ne m'y cachant nullement, et j'y vivais ! Tout d'un coup me voici jeté en prison, à Brest, soumis à l'instruction secrète, torturé comme il ne m'est pas possible de l'exprimer !... Comme régime, deux soupes maigres, un œuf, deux cent cinquante grammes de pain ! Au bout de six semaines seulement, on m'accorde un peu de viande, cent trente gramme par jour ! Et je tombe malade, et l'on me torture plus encore. Je porte au cou deux grosseurs qui attestent les douceurs de la détention qu'on m'a fait subir. J'ai contracté une adénite cervicale qui me défigure et m'empêche tout travail, sans parler d'une ankylose des genoux qui me fait beaucoup souffrir. Et cela a duré quatre mois ! On n'a consenti à m'admettre à l'infirmerie que lorsqu'il n'a plus été possible de m'employer, de m'exploiter.

- Vous exploiter ! Et comment cela ?
- Oui, et c'est ce qui me fait surtout demander justice à M.le Garde des sceaux. À la prison de Brest, on n'a cessé de m'employer. Il s'agissait de corriger et de copier en double toutes les fiches du service anthropométrique. Tout d'abord, ça été l'initiation. J'ai dû me mettre au courant des méthodes de M. Bertillon. J'ai fait un véritable cours d'anthropométrie. Puis, quand je fus jugé suffisamment instruit, on me confia le travail des fiches, aussi fastidieux que fatigant, et cela même lorsque m'anéantissait la maladie. Il y a pourtant une loi qui interdit de contraindre les prévenus à un travail quelconque.,.
- Les lois, cher monsieur, sont faites pour être violées. Nous ne savons plus qui a dit cela. Mais il paraît que nos ministres se préoccupent de lui élever une statue,
- Enfin, après cinq mois de souffrances, une ordonnance de non-lieu intervenait. J'étais libre ! Entré à la prison de Brest en bonne santé, j'en sortais moribond, avec des maladies qui m'interdisent pour longtemps encore tout labeur. Mes amis ne me reconnaissent point. Je retrouvai chez moi les traces de la plus profonde détresse. Ma femme, pour vivre, avait dû prendre du service en qualité de bonne à tout faire chez une concierge. Je me suis dit alors que l'on devait faire quelque chose pour moi, qu'il n'était pas possible qu'après avoir fait souffrir pareillement un homme, on ne l'indemnisât pas de quelque façon. J'ai travaillé pendant quatre mois indûment à la prison de Brest. On ne m'a rien donné pour ce travail. J'entends être payé !
- Avez-vous déjà fait quelques démarches ?
- J'ai pu voir le secrétaire particulier du ministre de la justice. Il m'a laissé espérer une indemnité. Mais je ne peux m'en tenir à de vagues promesses. Il faut du pain à la maison. Je me ferai arrêter pour vagabondage si l'on ne veut pas me venir en aide. Qu'on me paye, et je verrai à me tirer d'affaire ensuite ! J'ai ma femme et mon enfant à nourrir. Je suppose bien qu'on n'exigera pas de moi ce que j'ai vu exiger d'un pauvre bougre à la prison de Brest.
- Eh quoi !
- Eh bien ! Comme il demandait à manger, on l'obligea à dévorer ses propres excréments, avant de recevoir sa pitance quotidienne... Et les gardiens de rire à se tordre, comme d'une bonne farce... Ah si l'on pouvait dire tout !
Oui, si l'on pouvait dire tout ! Mais ce que dit M. Chenais n'est-il pas suffisant? Joli état social, que le nôtre, qui permet de pareilles horreurs Qu'en pensez-vous, M. le Garde des sceaux ?" »

Un autre article lui avait déjà été consacré le 19 septembre 1896 dans la Petite République par Louis Sautumier.
Il entre fin 1896 au cabaret du Chien noir de Jules Jouy, où il obtient un grand succès avec ses Poèmes ironiques. Dans l'Avenir artistique du 1er janvier 1897, André Serpil écrit que Thomas Chesnais est un « vrai et puissant humoriste » et qu'il va prochainement faire paraître ses poèmes ironiques. Ce nouveau recueil doit finalement se nommer Les Ironies dont le journal La Justice donne plusieurs extraits, mais, informé par un lecteur assidu de La justice que ce titre est déjà utilisé par Eusèbe Ropfin, il doit changer de titre et son recueil parait finalement sous le nom de Tendresse et Ironie.
Il est également nommé rédacteur en chef de l'Amaranthe, revue destinées aux jeunes filles.
En février 1897, il fonde, sous le pseudonyme de Victor-Thomas Chesnais, une revue Paris Bretagne à destination des Bretons de Paris qui ne parait que quelques semaines avant de faire faillite.
À court d'argent, avec des revenus inégaux liés à ses productions sur scène, ou à des écrits peu publiés, il se livre à l'escroquerie à l'annonce. Alors qu'un vol de 100 francs de timbres-poste a été commis le 17 juin 1897 dans une maison de commerce d'Amiens, la police de sûreté recherchant le voleur, apprit qu'un homme s'était présenté à l'un des guichets de la gare et avait demandé un billet pour Douai en échange de timbres-poste. Il est arrêté le 19 juin.
Rapidement, il est disculpé du vol, mais en perquisitionnant sa chambre, la police découvre plus de cinq cents lettres ayant contenu des mandats, bons de poste et des timbres. En effet, il faisait paraître dans les journaux des annonces offrant des emplois très lucratifs de 5 à 20 francs par jour suivi de la mention « Timbre pour réponse ». D'autres fois, il offrait en vente le Cinématographe de poche au prix de 2 francs 50. Les demandes affluaient, mais il partait alors pour une autre destination sans avoir livré ou embauché qui que ce soit. Sa femme est également arrêtée lors de la perquisition. Il est condamné par jugement du tribunal correctionnel d'Amiens en date du 20 juillet 1897 à 4 mois de prison pour escroqueries et tentative d'escroqueries. Pendant qu'il purge sa peine, la police de Paris ayant découvert d'autres victimes il est condamné par la 9e chambre du tribunal correctionnel de la Seine en date du 1er octobre 1897 à 6 mois de prison pour escroqueries en confusion avec la peine qu'il subit.
Sorti de prison en janvier 1898, il écrit dans la revue Le Grand Guignol.
Mais la police continuant son enquête découvre qu'il a aussi fait des victimes à Orléans. Pour éviter une nouvelle incarcération, il s'exile. Et c'est par défaut qu'il est condamné par le Tribunal correctionnel d'Orléans en date du 16 juin 1899 à 3 ans d'emprisonnement pour escroqueries et abus de confiance.

### Exil aux Pays-Bas et incarcération en France
Ayant fui avant le début de son procès à Orléans, il part en Belgique, puis arrive en Hollande vers août 1898. C'est de là qu'il fera éditer en France un nouveau recueil de poésie Florilège : Le village, Montmartre et l'exil en mai 1899. En décembre 1899, le Théâtre de La Haye fait jouer sa pièce Maître Pierre, dont le héros est Pierre le Grand.
Fin mai 1900, il participe à la création de l'Association internationale de l'idée française à La Haye, sous le patronage de Sully Prudhomme.
Il revient en France, s'installe à Lille le 24 juillet 1900 et s'annonce comme rédacteur à la Revue de France. Dès le lendemain, il publie une annonce demandant un employé pour une agence qu'il voulait fonder dans la ville. Il loue une chambre qu'il transforme en bureau. Rapidement, de nombreux employés potentiels se présentent et il embauche Gustave Boursier à qui il promet 150 francs d'appointements par mois, mais il lui demande 1 300 francs de cautionnement. L'employé verse déjà 200 francs comptant, devant verser le reste le 15 août. Mais voyant qu'il n'avait rien à faire, il va trouver le chef de la sûreté de Lille qui fait arrêter Victor Thomas qui avait déjà dépensé les 200 francs. Condamné par jugement du Tribunal correctionnel de Lille en date du 1er septembre 1900 à vingt jours de prison pour escroquerie et abus de confiance. On apprend dans l'article du 13 août 1900 de La République française, que sont trouvés dans ses affaires plusieurs manuscrits de romans et de pièces de théâtre, œuvres qui semblent n'avoir jamais été publiées.
Cependant, cette arrestation et son emprisonnement ont fait que la condamnation à 3 ans de prison qui avait été prononcée par défaut en 1899 à Orléans doit lui être appliquée. Pour l'éviter, Victor Thomas forme opposition à ce jugement et le Tribunal correctionnel d'Orléans réduit sa peine à 8 mois de prison.

### Directeur de revues d'art et journaliste d'art
Les problèmes judiciaires passés, Victor Thomas se fait spécialiste de l'art et traduit en 1902 du néerlandais, Van Dick, sa vie et ses œuvres de Pol de Mont.
Il fonde alors une nouvelle revue d'Art, L’Épreuve, en septembre 1902, dont il est le rédacteur en chef. Cette revue est un véritable succès dès son premier numéro. Jean d'Yvelet, journaliste au Journal, rapporte que « c'est le grand succès artistique de l'année, succès parfaitement justifié par la beauté des gravures et par le but même que se propose L’Épreuve : populariser les chefs-d’œuvre de tous les temps et de tous les pays, en donnant de très belles reproductions à des prix très modestes. Le premier fascicule reproduit hors texte huit chefs-d’œuvre de Rembrandt [...] le tout commenté dans une belle étude sur Rembrandt par Victor Thomas. [...] on ne pourra s'étonner de l'immense succès qu'obtient L’Épreuve, qui se place ainsi d'emblée au premier rang des revues d'art européennes ».
Dans un article du journal La France dans son édition du 18 octobre 1903, il est signalé que Victor Thomas travaille sur un "testament" dans le style du testament de Villon. Ce projet ne semble pas avoir été à son terme puisqu'il ne fut jamais publié.
En décembre 1904, il devient secrétaire du comité formé pour élever un monument à Tolstoï, sous le patronage de Mr Berthelot et d'Anatole France et sous la présidence de Paul Adam et André de Joncières à la trésorerie.
En 1905, il est membre de la Société des amis du Louvre. Lors de la création par Armand Dayot de la revue L'Art et les Artistes, il fait partie de l'équipe éditoriale et signe, lors du numéro 1 d'avril 1905, la rubrique « Le mois artistique ». Il disparaît ensuite de la revue.
Il lance une nouvelle revue le 1er février 1906 : L'Artiste, résurrection d'une revue ayant déjà porté ce nom et qui avait disparu en décembre 1904.

### Exil à Londres, rédacteur en chef, journaliste gastronomique, et derniers poèmes
En juin 1911 est lancé à Londres les Carnets d’Épicure : revue mensuelle des Arts de la table, littéraire, philosophique et gourmande sous l'impulsion du grand chef cuisinier Auguste Escoffier avec Thomas Gringoire comme rédacteur en chef ».
Quelques mois plus tard, les deux mêmes créent la « Ligue des gourmands ». L’idée leur en est venue au cours d’une de leurs conversations sur la cuisine et la gastronomie, le 25 février 1912.
Dès le 3 mars, la Ligue prend forme : création d’un Comité composé de douze membres, siège à Londres, filiales en France et en Belgique, statuts rédigés : information immédiate aux lecteurs des Carnets d’Épicure et incitation à se mobiliser pour créer des Comités locaux. L'objectif est de « démontrer partout dans le monde l’excellence de la cuisine française », et que celle-ci n’est pas du tout en décadence, à l’inverse de ce que proclament alors certains pessimistes.
Dans ce but, la Ligue organise en tous pays des dîners tous les deux mois :  les « Dîners d’Épicure » qui ont lieu le même jour et dont le menu sera partout le même. L’article 3 des Statuts précise que « Les dames seront admises à faire partie de la Ligue des Gourmands : il sera offert à chacune d’elles un gracieux souvenir lors du premier dîner».
Le Cecil Hôtel de Londres est choisi pour le premier Dîner d’Épicure. Celui-ci se déroule le 25 mai 1912, réunissant 300 personnes au Cecil, et plus de 4 000 dans 37 restaurants éparpillés dans le monde ayant décidé de participer à l'opération.
Le deuxième Dîner d’Épicure a lieu le 27 juillet 1912 dans plus de 50 restaurants dans le monde, y compris au Grand Hôtel de Yokohama, réunissant 5 400 personnes. Tous les deux mois, ces Dîners se succèdent, rassemblant de plus en plus de convives. Ils seront plus de 140 restaurateurs dans le monde (Londres, Paris, New York, Pittsburgh, Bombay, Lahore, etc.) lorsque se déroulera le dernier Dîner d’Épicure, le 14 juin 1914. La Première Guerre mondiale les stoppe brutalement, de même que les Carnets d’Épicure.
Le 8 octobre 1912, à l'occasion de l'inauguration du Théâtre Cosmopolis (Foreign Theatre Society), il écrit un poème : La citadelle, mais surtout il y présente une nouvelle pièce de théâtre : Un bon modèle, comédie en un acte.
Dans un article de La Liberté du 13 novembre 1912, Th. Avonde rapporte que la pièce « a trouvé le plus agréable et le plus franc des succès. L'auteur a prodigué dans ce petit acte, l'esprit le plus fin et le plus délicat, dosé le plus agréablement du monde la fantaisie et la satire, et pas mal de levers de rideaux que l'on nous donne à Paris n'ont pas cette bonne humeur, cet entrain... ». L'auteur de l'article, ne sachant pas que Thomas Gringoire est le pseudonyme de l'auteur Victor Thomas, disparu de la place parisienne depuis 4 ans, finit smon article par ces mots : « La colonie française y a pris un plaisir extrême, et, très sincèrement, nous félicitons M. Gringoire dont ce sont peut être les débuts au théâtre ».
En mars 1916, il lance une nouvelle revue : L'Alliance hôtelière et culinaire. Le Journal officiel de l'alimentation, dans son édition du 20 avril 1916, rapporte à propos de cette création : « M. Th. Gringoire, qui dirigea avec tant d'autorité le Carnet d’Épicure, édité à Londres avant la guerre [...] vient de faire paraître le premier numéro d'une revue très intéressante [...] M. Gringoire, qui est l'écrivain gastronomique le plus en vue de notre époque, est doublé d'un poète de talent. Très grand admirateur et amateur de la grande cuisine française, il paraît dans son nouvel organe vouloir combattre la cuisine cosmopolite qui nous a été si néfaste pendant ces dernières années d'avant guerre ». Cependant, dès ce premier numéro, Victor Thomas attaque son ancien mentor Auguste Escoffier, que l'article n'ose citer : « Nous ne pouvons non plus passer sous silence la polémique qu'il ouvre dans ce premier numéro, contre un des chefs Français les plus en vue en Angleterre. Il cite avec humour quelques erreurs culinaires et quelques recettes antiscorbutiques qu'il attribue à ce grand chef de cuisine. Nous ne pouvons, pour le moment du moins, prendre part à ce débat, nous refusant à croire que de pareilles recettes ont pu être publiées et prendre naissance dans un cerveau français. Avant de faire connaître à nos lecteurs ces fameuses recettes, où paraît-il la vieille savate joue un rôle, nous demandons des preuves palpables et écrites ».
Sa mort est annoncée dans le Petit Parisien du 2 septembre 1916, journal pour lequel il avait travaillé.

## Œuvres

### Poésies
- Le Songe du Dante (ode), Tours - Imprimerie de la Revue de la Littérature moderne, 1889
- Prière à Jeanne d'Arc (poème), publié dans les Bretons à Jeanne d'Arc, Rennes - H. Caillière, 1890
- Par la lande (recueil de poésie), Rennes - H. Caillière, 1891
- Muse bretonne (chant royal), Rennes - H. Caillière, 1891
- Robinsonnet (poème), Rennes - H. Caillière, 1891
- Aux Bretons de Paris (poème), Rennes - H. Caillière, 1893
- Les Châtelaines (recueil de poésie), 1893
- Tendresse et Ironie (recueil de poésie), 1897
- Nos trottins, publié dans le numéro 2 du Grand Guignol daté du 15 janvier 1898
- Florilège : Le village, Montmartre et l'exil (recueil de poésie), Paris : Bibliothèque de l'Association, 1899
- Les Fils de la Vierge (poème), publié dans l'édition des 27-28 mars 1909 dans le Gaulois du Dimanche, 1909[30]
- Conte et hors d’œuvre fleuri : 7 poésies en introduction de "Les fleurs en cire" d'Auguste Escoffier, Paris, 1910
- A nos frères du Canada, écrit à l'occasion du diner fraternel offert aux volontaires Canadiens Français à l'occasion de leur passage à Londres le jeudi 29 juin 1911.
- Les Fleurs du fabuliste, Londres : Éditions du "Carnet d'Épicure", 1912[31]
- La Citadelle : Poème lu lors de l'inauguration du Théâtre "Cosmopolis" le 8 octobre 1912 à Londres
- Trois esquisses (Richmond, London Bridge, Greenwich) et une invocation, Londres : Le coin de France, 1913
- Ode à l'Angleterre dite par Mademoiselle Valentine Tessier au "Prince of Wales Theatre", le 20 novembre 1914, Londres : L'Echo de France, 1914[32]
- Fleurs d'Écosse pour mademoiselle Émilienne Moreau, écrit à Londres le 29 novembre 1915 - Paris : Le Petit Parisien édition du 2 décembre 1915[33]
- Le Gardien du cygne : lettre de Saint-Evremond à sa Majesté George V, Londres : Hachette, 1916[34]

### Pièces de théâtre
- Le Trouvère (comédie en 1 acte), création à Combourg le 7 juillet 1889, Rennes - H. Caillière, 1889[35]
- Maître Pierre (drame), création au Théâtre de La Haye en décembre 1899.
- Un bon modèle (comédie en 1 acte), création lors de l'inauguration du Théâtre Cosmopolis le 8 octobre 1912 à Londres[36]

### Poèmes mis en musique
- Le Petit Jésus ! Paroles de Victor Thomas, musique de Georges Milo, 1893[37]
- Un ange a passé dans mon rêve !..., mélodie pour baryton ou mezzo - soprano, paroles de Victor Thomas, musique de Georges Milo, 1894[38]
- Un nid sous une rose !, romance pour baryton ou mezzo-soprano, paroles de Victor Thomas, musique d'Ernest Quéré, 1894[39]
- Si tu revenais !, chanson bretonne, paroles de Victor Thomas, musique de Louis Tiercelin, 1896[40]
- Fleurettes mélodiques sans savoir pourquoi !, poésie de Victor Thomas, musique de René Vézard, 1905[41]
- Les Fils de la Vierge, poésie de Victor Thomas, musique d'Eugène Manescau
- Hymne à la Tamise, poésie de Victor Thomas, musique d'Eugène Manescau, 1914[42],[43]

### Nouvelle
- Lettres du village (recueil de nouvelles), 1893

### Roman
- Le Mystère de Soho, 1914

### Articles sur l'art
- Étude sur Rembrandt, numéro 1 de l’Épreuve, Octobre 1902
- Les Primitifs français : le projet de M.Henri Bouchot, numéro 3 de l’Épreuve, Janvier 1903[44]
- Étude sur Jan Steen, numéros 4 et 5 de l’Épreuve, février et mars 1903
- Notice sur les Visitations de Rubens, numéros 7 et 8 de l'Épreuve, juillet et août 1903
- La "Guérison de Toby" de Rembrandt, numéro 10 de l'Épreuve, octobre 1903
- Salon d'Automne 1903, numéros 11 et 12 de l’Épreuve, novembre et décembre 1903
- L'œuvre japonaise de Georges Bigot, numéro 13 de l'Épreuve, Janvier 1904
- Albert Belleroche, numéro 16 de l'Épreuve, mai 1904
- Les Salons de 1904, numéro 17 de l'Épreuve, juin 1904
- Salon d'Automne 1904, numéros 19 et 20 de l’Épreuve, septembre et octobre 1904
- L'œuvre de Paul Prince Troubetzkoy - L'Épreuve, numéro 21 de l’Épreuve, Novembre 1904
- Le mois artistique, numéro 1 de l'Art et les Artistes, avril 1905
- Les aquafortistes Charles Cottet et Henry meunier - numéro 1 de l'Artiste, Février 1906
- Louis Titz : Études et portraits, numéro 2 de l'Artiste, Mars 1906

### Livre sur la cuisine
- Le Répertoire de la cuisine avec Louis Saulnier, Paris : Dupont et Malgat ; Guériny, 1914[45].